# ميكو بيليد
ميكو بيليد (بالعبرية: מיקו פלד‏) Miko Peled هو مواطن إسرائيلي يدعو إلى العمل لإنهاء الحكم العنصري في إسرائيل ونظام التفرقة العنصرية ضد المواطنين العرب الإسرائيليين (عرب 1948) وضد الفلسطينيين.
على الرغم من أن والده جنرال في الجيش الإسرائيلي وبطل قومي إلا أنه يُدِين ممارسات الدولة الإسرائيلية ويصفها بنظام مماثل لحكم البيض في جنوب أفريقيا ونظام الحكم العنصري ضد الزنوج في أمريكا. كما يصف الجيش الإسرائيلي وممارساته. كما يصفه بأنه أكبر وأقوى وأشد المنظمات الإرهابية عبر التاريخ. وقد جاهر بهذه الأراء في لقاءات في الولايات المتحدة متوافر تسجيل لها عل اليوتيوب عنوان الوصلة على يوتيوب.
كما أصدر كتابا ليوضح أفكاره وقام بعمل موقع على الإنترنت لنشر أفكار السلام بين الإسرائيليين وإدانة نظام الفصل العنصري في إسرائيل والأراضي المحتلة وممارسات الجيش الإسرائلي الإرهابية.

## النشأة
وُلد بيلد في القدس عام 1961، وترعرع في موتزا إليت ضمن عائلة صهيونية بارزة، فكان جده أفراهام كاتسنيلسون، أحد موقعي إعلان استقلال إسرائيل. خاض والده، ماتيتياهو بيلد، حرب النكبة بين عامي 1947 و1949، وخدم برتبة جنرال في حرب الأيام الست عام 1967، وبعدما تجاهلت الوزارة الإسرائيلية التحقيق الذي أشرف عليه بيلد الأب عام 1967، والذي يتهم الحكومة الإسرائيلية فيه بارتكاب جرائم حرب، أصبح من رعاة الحوار الإسرائيلي مع منظمة التحرير الفلسطينية. أدان استيلاء الجيش الإسرائيلي على الضفة الغربية وقطاع غزة وشبه جزيرة سيناء ومرتفعات الجولان، ودعا الحرب بـ «حملة مضللة تهدف إلى التوسع في الأراضي». وصفت الناشطة الفلسطينية سوزان أبو الهوى والد بيلد، الذي توفي عام 1995، بـ «رجل لا نعرف نحن الفلسطينيون هل نحبه أم نكرهه» وهو الرجل الذي «لقبه الكثير من الفلسطينيين بأبو سلام». شقيقه هو السياسي والعالم يواف بيلد.
سار ميكو بيلد على خطى والده، فالتحق بالقوات الخاصة الإسرائيلية عقب تخرجه من المدرسة الثانوية، ما أكسبه البيريه (القلنسوة) الحمراء، لكنه ندم على قراره بعد فترة وجيزة. قدّم بيلد استقالته على الفور، وأصبح طبيبًا، وحينما بدأت إسرائيل غزو لبنان عام 1982، أثار الأمر سخط وقرف بيلد، فدفن مشبك الخدمة الذي حصل عليه في التراب.
في إحدى ليالي العام 1983، لم يستطع بيلد الانضمام إلى مظاهرة لحركة «السلام الآن!» أُقيمت في القدس لأنه انشغل بحضور درس في الكاراتيه، وفي تلك الليلة، أدى هجومٌ بالقنابل من طرف المتشددين اليمينيين إلى مقتل واحدٍ من المتظاهرين. قال بيلد في إحدى المقابلات أن تلك «كانت إشارة له»، وقرر بعدها «المضي في مجال الكاراتيه –وتلك رياضة لا تحض على العنف... وتعلّم المرء «كيفية التغلب على الصعاب التي لا يمكن تذليلها» فقاده هذا الطريق «إلى اليابان، وأخيرًا إلى سان دييغو حيث استقر مع زوجته وعائلته». ابتعد بيلد عن النشاط السياسي حتى عام 1997، حينها حصل على الحزام الأسود من الدرجة السادسة في الكاراتيه وانتقل في البداية إلى اليابان، ثم إلى سان دييغو في كاليفورنيا ضمن الولايات المتحدة الأمريكية.

## نشاطه
في عام 1997، قُتلت ابنة أخته نوريت بيلد إلهانن، والمدعوة سمادار، خلال هجوم انتحاري في القدس. في جنازتها، ووفقًا لمقالة تلخّص كتاب بيلد، أوضح إيهود باراك –الذي انتُخب حينها لزعامة المعارضة– أن «السبيل للفوز في الأصوات يقتضي إخفاء نواياه الحقيقية المتمثلة بصنع السلام». أجاب بيلد على ذلك قائلًا «لم لا نقول الحقيقية... وهي أن تلك المآسي الشبيهة ببعضها تحدث لأننا نحتل دولة أخرى، وللحفاظ على الأراوح، فالتصرف الصحيح الذي يجب علينا القيام به هو إنهاء الاحتلال وبدء مفاوضات سلام عادل مع زملائنا الفلسطينيين؟»
كتب أحد الصحفيين أن مقتل ابنة أخته سمادار وإصرار والدتها نوريت على أن سبب وفاتها هو الاحتلال أثرا تأثيرًا كبيرًا على نظرة بيلد إلى واقع الشرق الأوسط. قال بيلد أن «الجانب الناشط، والذي حاولت قمعه، انفجر فجأة. أصبح أقوى من أي شيء». انضم بيلد إلى مجموعة الحوار الفلسطيني اليهودي الأمريكي في سان دييغو، حيث «وجد أن اليهود الأمريكيين الذين التقى بهم –بحس دعابتهم النيويوركي وطعامهم التقليدي –كانوا أكثر غربة من الحمص والتبولة والضيافة الحسنة التي قدمها له رفاقه الفلسطينيون. صُعق بيلد بالبروباغندا المعادية للعرب والسامة التي سمعها من اليهود الأمريكيين الذين التقاهم، والذين اعتقدوا أن بيلد يشاطرهم ذات الآراء، في جوّ من رهاب الإسلام المتنامي».